# Халлисте (река)
Халлисте (эст. Halliste jõgi) — река в юго-западной части Эстонии.
Длина реки 104,4 километров, площадь бассейна 1890,7 км². Левый и крупнейший приток реки Навести. Река начинается на возвышенности Сакала в селе Айнья, в 200 м к югу от трассы Каркси-Нуйя — Хельме. Нижнее течение до устья река протекает по национальному парку Соомаа. Река Халлисте впадает в реку Навешти под острым углом, что во время паводков приводит к сильным наводнениям в Соомаа. В реку Халисте впадает три реки и несколько ручьев. Правыми притоками являются реки Пале и Раудна, левый приток — Альва. На реке созданы четыре водохранилища Линнавеское (эст. Linnaveske järv), Каркси (эст. Karksi järv), Саксавеское (эст. Saksaveske järv) и Каристе (эст. Kariste järv).
В начале XX века на реке располагались водяные мельницы.
В реке встречаются 15 видов рыб. В верхнем течении реки преобладающими видами рыб являются плотва и окунь, среднем и нижнем течении — плотва, голавль и щука.